# Кононов Конон Євсеєвич
Кононов Конон Євсеєвич (1933, Орґьот, Верхньовілюйський улус — 1987) — ботанік-географ, доктор біологічних наук. Перший геоботанік Якутії.
Працював доцентом кафедри географії Якутського державного університету. Дослідник рослинності Республіки Саха.